# Clarence Knickman
Clarence Knickman (n. 23 iunie 1965, Ventura, California, SUA) este un sportiv ce a reprezentat Statele Unite ale Americii, medaliat olimpic. A participat la o ediție a Jocurilor Olimpice (1984) în care a câștigat o medalie de bronz.